# Perchlorate de césium
Le perchlorate de césium est un composé inorganique de formule CsClO4. C'est le sel de césium de l'acide perchlorique.

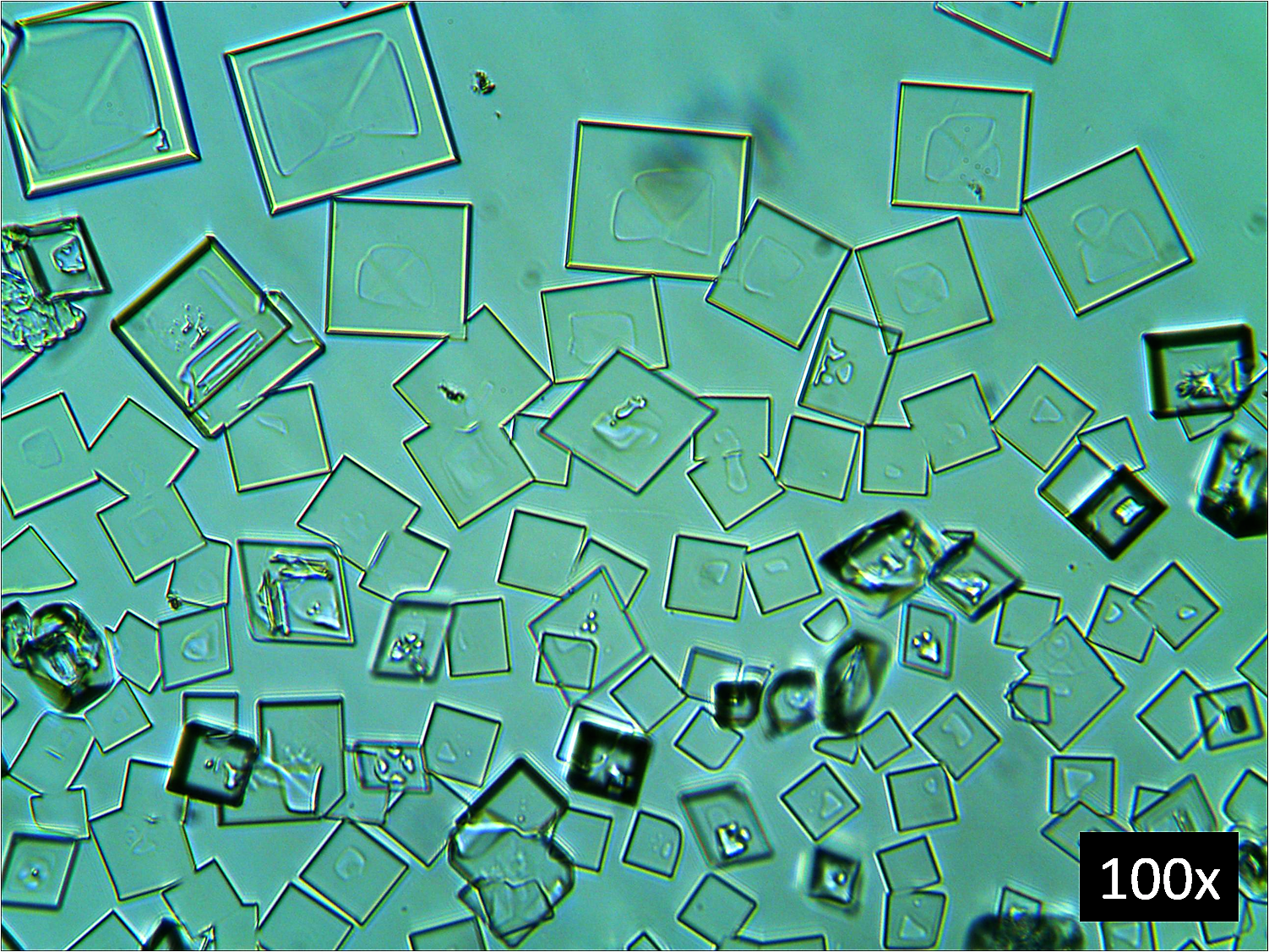
Microcristaux de perchlorate de césium (CsClO4) étudiés en microcristallographie. Ces cristaux sont créés à partir de solutions diluées de nitrate de césium et de perchlorate de sodium. L'analyse microcristallographique consiste à étudier la forme, la couleur et la taille des cristaux formés entre la substance d'essai et le réactif permettant d'identifier une substance ou un ion inconnu.

### bibliographie
- Lutz, H. D., Becker, R. A., Eckers, W., Hölscher, B. G., & Berthold, H. J. (1983). Raman and IR spectra of the potassium, rubidium, and cesium perchlorates in the orthorhombic low-temperature modifications (baryte-type) and in the cubic high-temperature phases (sodium chloride-type with orientationally disordered perchlorate ions). Spectrochim. Acta A, 39, 7-14.
- Pitzer, K. S., Smith, W. V., & Latimer, W. M. (1938). The heat capacity and entropy of barium fluoride, cesium perchlorate and lead phosphate. Journal of the American Chemical Society, 60(8), 1826-1828|résumé.